# Trentepohlia nigeriensis
Trentepohlia nigeriensis är en tvåvingeart som beskrevs av Alexander 1920. Trentepohlia nigeriensis ingår i släktet Trentepohlia och familjen småharkrankar. Inga underarter finns listade i Catalogue of Life.